# Pluma Hidalgo
Pluma Hidalgo est une ville de l'état d'Oaxaca, au Mexique, à environ 203 kilomètres de la capitale, Oaxaca de Juárez, à une heure et demie de Huatulco, dans la Sierra Madre del Sur. Elle est le chef-lieu de la municipalité du même nom. Il s'agit d'une région de culture du café par nature, car elle possède un climat propice à sa culture.